# Marie Madeleine (film)
Pour les articles homonymes, voir Marie-Madeleine.
Pour plus de détails, voir Fiche technique et Distribution.
Marie Madeleine (Mary Magdalene) est un drame américain-britannique-australien réalisé par Garth Davis, sorti en 2018.
Ce film propose une lecture féministe du personnage de Marie Madeleine en se basant à la fois sur la Bible et sur des sources apocryphes.

## Synopsis
Malgré les traditions de sa famille, Marie Madeleine décide d'accompagner un mouvement social qui se construit autour de Jésus de Nazareth.

## Fiche technique
- Titre original : Mary Magdalene
- Titre français : Marie Madeleine
- Réalisation : Garth Davis
- Scénario : Helen Edmundson et Philippa Goslett (en)
- Musique : Hildur Guðnadóttir et Jóhann Jóhannsson
- Photographie : Greig Fraser
- Montage : Alexandre de Franceschi
- Production : Iain Canning et Emile Sherman
- Sociétés de production : PorchLight Entertainment (en), The Weinstein Company, See-Saw Films, Film4 Productions
- Sociétés de distribution : Universal Pictures
- Pays d'origine :  États-Unis,  Royaume-Uni et  Australie
- Langue originale : anglais
- Format : couleurs - 35 mm - 2,35:1 - Son Dolby numérique
- Genre : drame historique
- Durée : 120 minutes
- Date de sortie :
  - Royaume-Uni : 26 février 2018 (première à la National Gallery) ; 16 mars 2018 (sortie nationale)
  - France : 28 mars 2018

## Distribution
- Rooney Mara (VF : Lucie Boujenah) : Marie Madeleine
- Joaquin Phoenix (VF : Loïc Corbery) : Jésus
- Chiwetel Ejiofor (VF : Alex Fondja) : Pierre
- Tahar Rahim (VF : lui-même) : Judas
- Ariane Labed (VF : Elle-même) : Rachel
- Denis Ménochet (VF : lui-même) : Daniel, le frère de Marie Madeleine
- Lubna Azabal (VF : Marie Donnio) : Suzanne
- Tchéky Karyo (VF : lui-même) : Elisha, le père de Marie Madeleine
- Charles Babaola (VF : Makita Samba) : André
- Tawfeek Barhom : James
- Ryan Corr (VF : Félicien Juttner) : Joseph
- Uri Gavriel (VF : Hervé Furic) : Philippe
- Shira Haas (VF : Manon Gilbert) : Léa
- Tsahi Halevi (VF : Emmanuel Lemire) : Éphraïm
- Michael Moshonov (VF : Maxime Coudour) : Matthieu
- David Schofield : Thomas
- Irit Sheleg : Marie, la mère
- Jules Sitruk (VF : lui-même) : Aaron
- Zohar Strauss (VF : Erik Stouvenaker) : Jean
- Lior Raz : chef de la communauté de Magdala
- Hadas Yaron: Sarah
- Roy Assaf : le prêtre du temple
- Theo Theodoridis : Lazare

## Bande originale
La musique originale est composée par les Islandais Hildur Guðnadóttir et Jóhann Jóhannsson. 
Titres de la bande originale :
1. Cana
2. The Mustard Seed
3. The Dress
4. Messiah
5. The Goats
6. Ravine
7. Leaving Home
8. Rooftop
9. Golgotha
10. Crucifixion
11. End of a Journey
12. Maundy
13. Resurrection